# Ladny
Die Ladny (russisch Ладный) ist eine Fregatte des Projekt 1135 (Kriwak-I-Klasse) der Schwarzmeerflotte der russischen Marine.

## Einsätze
Die spätere Ladny wurde am 25. Mai 1979 auf der Werft 532 (heutige Saliw-Werft) in Kertsch auf Kiel gelegt. Der Stapellauf erfolgte am 7. Juni 1980 und die Indienststellung am 29. Dezember 1980 für die Schwarzmeerflotte der Sowjetischen Marine.
Das Schiff war am Zwischenfall im Schwarzen Meer 1986 beteiligt. Im August 2009 war die Ladny gemeinsam mit drei Landungsschiffen und zwei Atom-U-Booten an der Suche nach dem Frachtschiff Arctic Sea beteiligt.